# 조선민족예술관

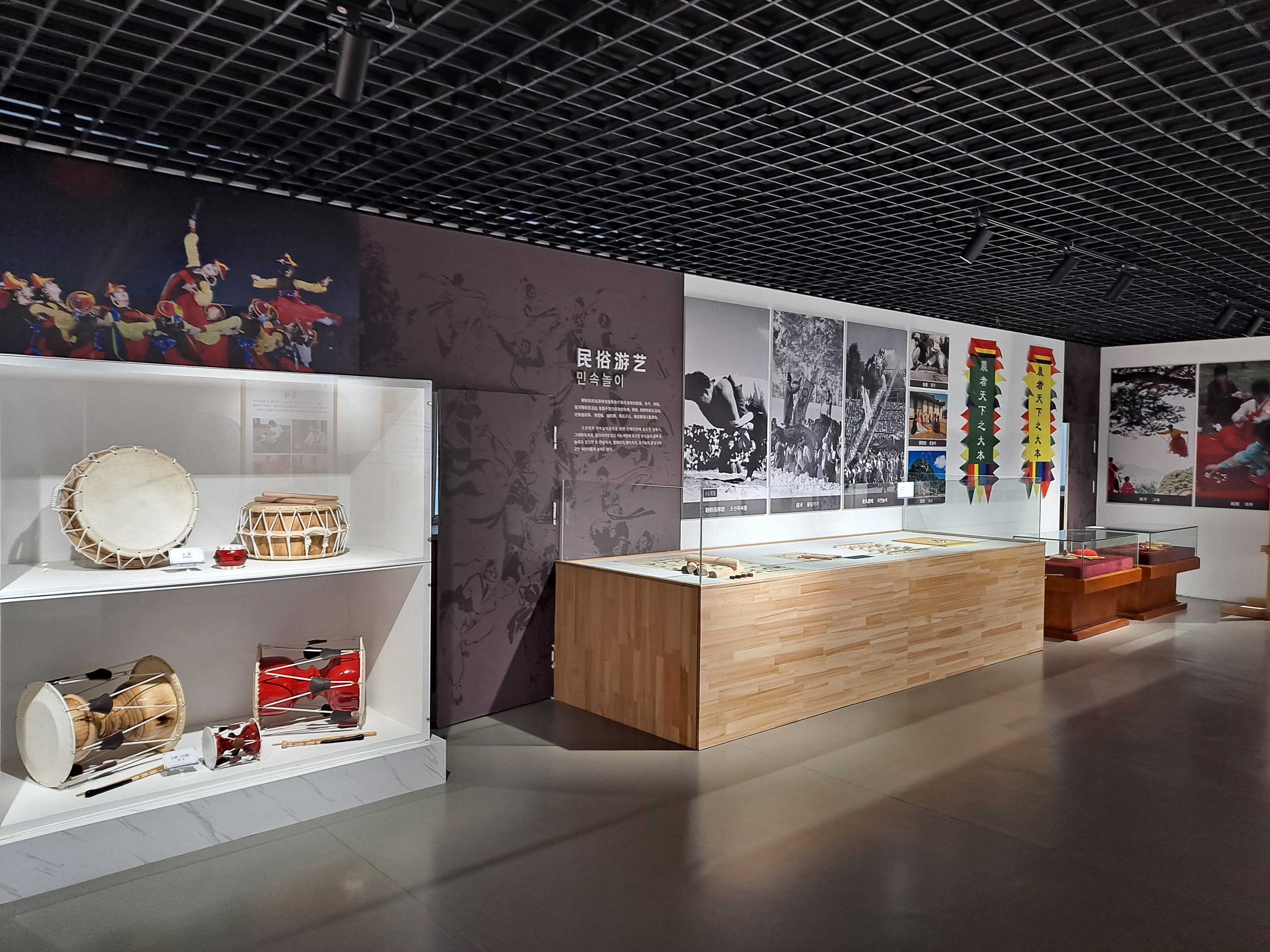
내부 사진

조선민족예술관(朝鲜民族艺术馆)은 중국 헤이룽장성 하얼빈시 다오리구에 위치한 예술관이다. 공공복지 문화 기관으로 한민족의 예술품 및 예술 활동들에 관한 여러 작품들이 전시되어 있다.